# Хвильова електростанція

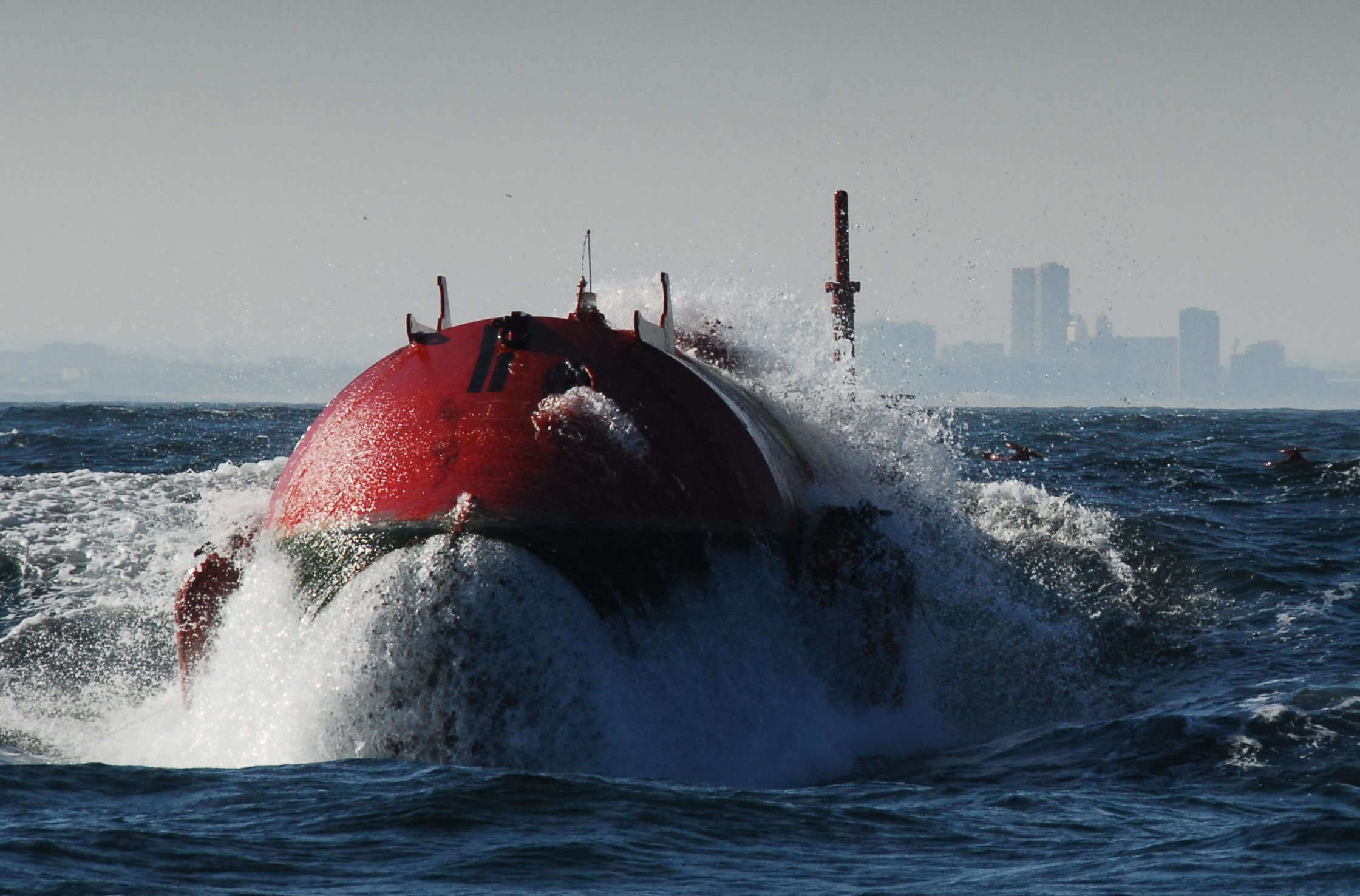
Конвертери хвильової електростанції Pelamis P-750, Португалія

Хвильова електростанція — електростанція, розташована в водному середовищі, метою якої є отримання електроенергії з кінетичної енергії хвиль.
Потенціал хвиль оцінюється в понад 2 млн МВт. Місця з найбільшим потенціалом для хвильової енергетики: західне узбережжя Європи, північне узбережжя Великої Британії та Тихоокеанське узбережжя Північної, Південної Америки, Австралії та Нової Зеландії, а також узбережжя Південної Африки.

## Структура

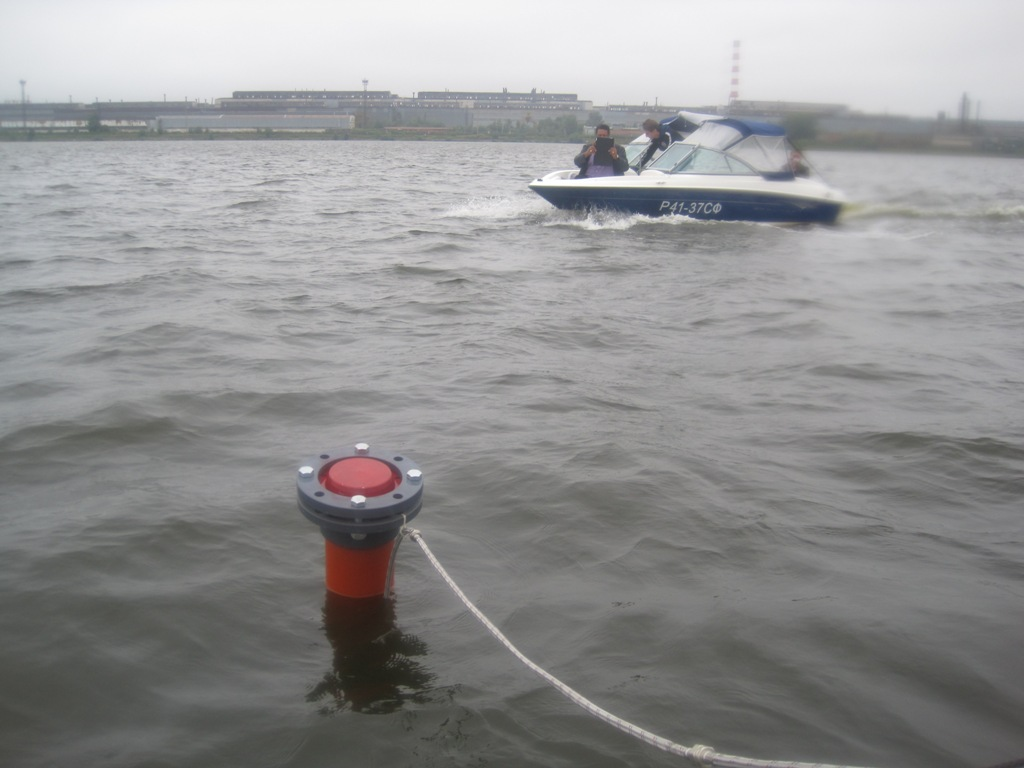
Ocean 160, російський хвильовий генератор

Хвильові гідроенергетичні установки складаються з трьох основних частин: робочого тіла (або водоприймача), силового перетворювача з генератором енергії і системи кріплення. Робоче тіло (тверде, рідинне або газоподібне), безпосередньо контактуючи з водою, переміщується під дією хвиль або змінює тим чи іншим шляхом умови їх розповсюдження. Як робоче тіло можуть використовуватися поплавки, водоприймальні камери, еластичні труби, хвильовідбійні споруди тощо. Силовий перетворювач призначений для перетворення енергії, яка запасається робочим тілом (механічної енергії руху твердого тіла, перепаду рівнів води в басейнах, тиску повітря або рідини), в енергію, придатну для передачі на відстань або для безпосереднього використання. Як силові перетворювачі можуть використовуватися гідравлічні або повітряні турбіни, водяні колеса, зубчаті або ланцюгові передачі та інші пристрої.

## Потенціал
Питомий потік енергії у Світовому океані(із середньою висотою хвиль 2,5 м і періоді 8 с), який припадає на 1 м фронту хвилі, складає 75 кВт/м. Питомий потік енергії вітрових хвиль, наприклад, в морях країн пострадянського простору (кВт/м): Азовське — 3, Чорне — 6–8, Каспійське — 7–11, Охотське — 12–20, Берингове — 15–44, Баренцове — 22–29, Японське — 21–31.

## Історія
- 1799 — Перша заявка на патент хвильового млина. Заявка подана в Парижі, Франція.[4]
- 1880 — 1900 Численні спроби використовувати енергію хвиль для отримання електрики.[5]
- 1973 — Збільшення інтересу до хвильової енергії після нафтової кризи.
- 1985 — В Норвегії були введені в дію і підключені до енергосистеми дві перші в світі дослідно-промислові хвильові електростанції.[3]
- 2008 — Перша хвильова електростанція увійшла в комерційну експлуатацію.[6][7]

## Види
Поплавкові хвильові електростанції виробляють енергію завдяки руху плаваючого поплавка при піднятті його хвилею.
Турбінні — завдяки обертанню турбіни, що приводиться в дію повітрям, яке витісняється хвилею зі спеціальної камери.
Гідравлічні — завдяки руху гідравлічних поршнів у конвертерах.

## Переваги
Хвильові електростанції можуть виконувати роль хвилерізів, захищаючи порти, гавані і береги від руйнування. Тобто низькопотужні хвильові електрогенератори деяких типів можуть встановлюватися на стінках причалів, опорах мостів, зменшуючи вплив хвиль на них. Оскільки питома потужність хвиль на 1-2 порядки перевищує питому потужність вітру, хвильова енергетика може виявитися більш вигідною, ніж вітрова.

## Недоліки
Станом на 2024 ріксумарна встановлена потужність хвильвих електростанцій на планеті не більше всього лиш кількох десятків МВт. Обмежене використання хвильових електростанцій пов'язано перш за все з дорожнечею одержуваної енергії. Один кіловат електрики, отриманий на ХЕС в кілька разів дорожчий за аналогічний на ТЕС і АЕС.
Покриття значної частини акваторії перетворювачами хвиль може нашкодити екології, оскільки хвилі відіграють велику роль в газообміні океану і атмосфери, в очищенні водної поверхні від забруднень, а деякі типи генераторів) можуть призвести до витіснення рибалок із продуктивних рибопромислових районів і становити загрозу для безпечного плавання.